# Когнитивная геномика
Когнитивная геномика — область геномики, относящаяся к когнитивной функции, в которой изучаются гены и некодирующие последовательности генома, связанные с активностью мозга. Применяя сравнительную геномику, сравнивают геномы нескольких видов, чтобы выявить генетические и фенотипические различия между видами. Наблюдаемые фенотипические характеристики, связанные с неврологической функцией, включают поведение, личность, нейроанатомию и невропатологию. Теория когнитивной геномики основана на элементах генетики, эволюционной биологии, молекулярной биологии, когнитивной психологии, поведенческой психологии и нейрофизиологии.
Интеллект — наиболее изученная поведенческая характеристика. У людей примерно 70% всех генов экспрессируются в мозге. Генетические вариации составляют 40% фенотипических вариаций. Методы когнитивной геномики были использованы для изучения генетических причин многих психических и нейродегенеративных расстройств, включая синдром Дауна, большое депрессивное расстройство, аутизм и болезнь Альцгеймера.

## Нейроповеденческие и когнитивные расстройства
Большинство поведенческих или патологических фенотипов происходят не из-за мутации только одного гена, а из-за сложной генетической основы. Однако есть некоторые исключения из этого правила, такие как болезнь Гентингтона, которая вызвана одним конкретным генетическим заболеванием. На возникновение нейроповеденческих расстройств влияет целый ряд факторов, генетических и негенетических.

### Синдром Дауна
Синдром Дауна — это генетический синдром, характеризующийся умственной отсталостью и выраженными черепно-лицевыми особенностями, который встречается примерно у 1 из 800 живорожденных. Эксперты считают, что генетической причиной синдрома является отсутствие генов в 21-й хромосоме. Однако ген или гены, ответственные за когнитивный фенотип, ещё не обнаружены.

### Синдром Мартина — Белл
Синдром Мартина — Белл вызван мутацией гена FRAXA, расположенного в Х-хромосоме. Синдром характеризуется умственной отсталостью (умеренная у мужчин, легкая у женщин), языковым дефицитом и некоторыми элементами расстройства аутистического спектра.

### Болезнь Альцгеймера
Болезнь Альцгеймера — это нейродегенеративное заболевание, которое вызывает возрастное прогрессирующее снижение когнитивной функции. В модельных экспериментах с использованием мышей была изучена патофизиология и предложены возможные способы лечения, такие как иммунизация бета-амилоидом и периферическое введение антител против бета-амилоида. Исследования связывают болезнь Альцгеймера с изменениями генов, вызывающими аномалии белка SAMP8.

### Аутизм
Аутизм является распространенным расстройством развития, характеризующимся аномальным социальным развитием, неспособностью сопереживать и эффективно общаться и ограниченным спектром интересов. Возможной нейроанатомической причиной является наличие клубней в височной доле мозга. 62% риска развития аутизма составляют негенетические факторы. Аутизм — это расстройство, характерное для человека. Таким образом, генетическая причина была связана с высокоупорядоченной латерализацией мозга, наблюдаемой у людей. С аутизмом и расстройствами аутистического спектра (ASD) связывают два гена: c3orf58 (он же DIA1) и cXorf36 (он же DIA1R).

### Клиническая депрессия
Клиническая депрессия является распространенным расстройством настроения, которое, как полагают, вызвано непостоянным уровнем поглощения серотонина нейронами. В то время как генетическая причина расстройства неизвестна, геномные исследования посмертного мозга обнаружили аномалии в системе факторов роста фибробластов, что подтверждает теорию факторов роста, играющих важную роль в расстройствах настроения.

### Другие
Другие нейродегенеративные расстройства включают синдром Ретта, синдром Прадера — Вилли, синдром Ангельмана и синдром Уильямса-Берена.